# Stanislas Forlani
Pour les articles homonymes, voir Forlani.
 (août 2014).
Si vous disposez d'ouvrages ou d'articles de référence ou si vous connaissez des sites web de qualité traitant du thème abordé ici, merci de compléter l'article en donnant les références utiles à sa vérifiabilité et en les liant à la section « Notes et références ».
Stanislas Forlani est un acteur et directeur artistique français.
Actif dans le doublage, il est la voix française de Darren Criss dans la série Glee et une des voix d'Angus Cloud, notamment dans le film Abigail et la série Euphoria.

## Filmographie

### Cinéma
- 1991 : Génial, mes parents divorcent ! : Nestor
- 1995 : Le libraire de l'ambigu
- 1995 : Le Petit Garçon : François
- 1996 : Sortez des rangs : Michel
- 1999 : Mauvaise Passe : Nicolas
- 2000 : Deux Frères : Martin
- 2001 : Le Maire
- 2001 : Le Placard : Franck
- 2002 : L'Amertume de la chanteuse devant l'utilité des fils barbelés (C-M): Paul
- 2002 : Le Souffle court : Matthieu
- 2003 : Les Gaous : Philippe Bricard
- 2004 : Juste un peu de réconfort : Le garçon du lac
- 2005 : Dossier Caroline Karsen
- 2006 : C'est beau une ville la nuit : Le beau garçon

### Télévision
- 1992 : Dis maman, tu m'aimes ? : Arnaud
- 1992 : Léo et Léa
- 1993 : L'Instit (épisode "Entre chien et loup")
- 1993 : L'homme de la maison : Christophe
- 1994 : Julie Lescaut épisode 2, saison 3 : Rapt, d'Élisabeth Rappeneau — Henri
- 1996 : Le fou de la tour : Olivier
- 1997 : Un arbre dans la tête : Frank
- 1997 : Les Cordier, juge et flic (épisode "Le petit frère") : Petit Louis
- 1997 : Maigret et l'enfant de chœur de Pierre Granier-Deferre : Étienne
- 1999 : Le voyou et le magistrat
- 1999 : Un pont entre deux rives : Tommy
- 2000 : Marie-Tempête : Quentin Delauney
- 2001 : Margaux Valence (épisode "Le secret d'Alice") : Benoît
- 2001 : Le Lycée (2 épisodes)
  - Le poids des mots
  - Mauvaise mère
- 2001-2003: Le compagnon (2 épisodes)
  - Choisir son père : Luc
  - La main, l'esprit, le cœur
- 2002 : Commissariat Bastille (épisode "Compte à rebours") : Tom
- 2002 : Famille d'accueil : Camille (épisode "Une mère à tout prix") : Camille
- 2002-2003 : Le Camarguais (2 épisodes)
  - Rave d'un jour : Gilles
  - Deux sons de cloche : Gilles
- 2003 : Capitaine Lawrence : Stéphan
- 2004 : D-Day, leur jour le plus long : Bernard Duval
- 2004 : Père et Maire (épisode "Responsabilité parentale")
- 2004 : Une femme d'honneur (épisode "Complicité de viol") : Mathieu
- 2005 : Marc Eliot : (épisode "Quatre cent suspects") : Edouard Sorelli
- 2005 : Commissaire Moulin (épisode "Le sniper") : Matthieu Guibert
- 2005 : Vénus et Apollon (épisode "Soin éternel")
- 2005 : Sauveur Giordano (épisode "Le piège") :  Christophe
- 2006 : Du goût et des couleurs : Maxime Bodin
- 2006 : Les Secrets du volcan : Alexandre Bertin
- 2006-2009 : Diane, femme flic (2 épisodes)
  - Retour de guerre : Sergent Ciferelli
  - Par conviction : Arnaud Blin
- 2008 : Baptêmes du feu : Antoine Grand
- 2012 : Joséphine, ange gardien (épisode "En roue libre") : Loïc

## Doublage

### Cinéma

#### Films
- Max Minghella dans :
  - The Social Network (2010) : Divya Narendra
  - Les Stagiaires (2013) : Graham Hawtrey
  - Témoin gênant (2014) : Joe Johnston
- Austin Stowell dans :
  - Le pont des espions (2015) : Francis Gary Powers
  - Colossal (2017) : Joel
  - Battle of the sexes (2017) : Larry King
- Taylor Kitsch dans :
  - American Assassin (2017) : « le Fantôme »
  - Line of Fire (2017) : Chris MacKenzie
  - Manhattan Lockdown (2019) : Ray Jackson
- Brad Renfro dans :
  - Bully (2001) : Marty Puccio
  - American Campers (2001) : Wichita
- Paul Dano dans :
  - The Girl Next Door (2004) : Klitz
  - Little Miss Sunshine (2006) : Dwayne (version Cinéma & DVD)
- Matthias Schweighöfer dans :
  - Jeux de rôles (2011) : Alexander Honk / Alexandra Honk
  - Family Switch (2023) : Rolf
- Florian Bartholomai dans :
  - Rouge rubis (2013) : Paul de Villiers
  - Bleu saphir (2014) : Paul de Villiers
- Channing Tatum dans :
  - Foxcatcher (2014) : Mark Schultz
  - Ave, César ! (2016) : Burt Gurney
- 1996 : Jack : Louis 'Louie' Durante (Adam Zolotin)
- 1999 : La Langue des papillons : Andrés (Alexis De Los Santos)
- 2000 : Un homme à femmes : Aloysius (Reginald Hudlin)
- 2004 : 11:14 : Mark (Colin Hanks)
- 2004 : Mar adentro : Javi (Tamar Novas)
- 2008 : The Rocker : Curtis (Teddy Geiger)
- 2008 : Spartatouille : Dilio (Jareb Dauplaise (en))
- 2008 : Hamlet 2 : Octavio Marquez (Joseph Julian Soria)
- 2010 : Le Choc des Titans : Eusèbe (Nicholas Hoult)
- 2010 : The Experiment : Oscar (Jason Lew)
- 2010 : Territoires : Gabriel Delgado (Tim Rozon)
- 2010 : Les Meilleurs Amis : Pete (Jeremy Strong)
- 2010[1] : VIPs : Renato Jacks (Roger Cobeth)
- 2011 : The Green Hornet : Kato (Jay Chou)
- 2011 : Fright Night : Ben (Reid Ewing)
- 2011 : Red Dog : Tom (Luke Ford)
- 2011 : Secret Identity : Ben Geary (Topher Grace)
- 2012 : Piranha 2 3D : Barry (Matt Bush)
- 2012 : Naked Soldier : Black Dragon (Philip Ng)
- 2013 : Le Vieux qui ne voulait pas fêter son anniversaire : Mortier (Simon Säppenen)
- 2014 : The Ryan Initiative : le sergent Mack (Nick Court)
- 2014 : Divergente : Al (Christian Madsen)
- 2014 : Animal : Matt (Jeremy Sumpter)
- 2014 : Fury : le lieutenant Parker (Xavier Samuel)
- 2014 : Sexy Dance 5: All in Vegas : Chad (David Shreibman)
- 2015 : La machine à démonter le temps 2 : Adam Jr. (Adam Scott)
- 2015 : The Big Short : Le Casse du siècle : voix additionnelles
- 2016 : LBJ : Robert F. Kennedy (Michael Stahl-David)
- 2016 : Goat : Ben Baity (Éric Staves)
- 2017 : Le Cercle - Rings : Holt (Alex Roe)
- 2017 : L'Affaire Roman J. : Connor Novick (Sam Gilroy)
- 2018 : Game Over, Man ! : Rich (Steve Howey)
- 2018 : The Kissing Booth : Noah Flynn (Jacob Elordi)
- 2019 : Velvet Buzzsaw : Jon Dondon (Tom Sturridge)
- 2019 : Tu emmènerais qui sur une île déserte ? : Ezequiel (Pol Monen)
- 2019 : Shaft : le sergent d'état-major Eddie Dominguez (Aaron Dominguez)
- 2019 : Falling Inn Love : Chad (Daniel Watterson)
- 2019 : L'Histoire personnelle de David Copperfield : Steerforth (Aneurin Barnard)
- 2020 : Peninsula : le capitaine Seo (Kyo-hwan Koo)
- 2020 : Holidate : York (Jake Manley)
- 2020 : L'Incroyable histoire de l'Île de la Rose : Giorgio Rosa (Elio Germano)
- 2021 : Les Lois de la Frontière : Dracula (Víctor Manuel Pajares)
- 2021 : The King's Man : Première Mission : ? (?)
- 2021 : Meskina : Fabian (Vincent Banic)
- 2022 : Black Crab : Nylund (Jakob Oftebro)
- 2022 : Le jour où j'ai décidé de me prendre en main : Morten (Jesper Zuschlag)
- 2022 : Noël tombe à pic : Jake Russell (Chord Overstreet)
- 2023 : Project X-traction : Henry Van Horne (Amadeus Serafini)
- 2024 : Abigail : Dean (Angus Cloud)

#### Films d'animation
- 2009 : Tempête de boulettes géantes : Steve, le singe savant
- 2013 : L'Île des Miam-nimaux : Tempête de boulettes géantes 2 : Steve, le singe savant
- 2018 : Nouvelle Génération : Justin Pin / Ares
- 2019 : Zim l'envahisseur et le Florpus : l'hôte du « jour de la paix »
- 2023 : Le Grand Magasin : le maître d'hôtel
- 2024 : Baki Hanma vs Kengan Ashura : Raian Kure

### Télévision

#### Téléfilms
- 2014 : Aaliyah : Destin brisé (en) : ? (?)
- 2015 : Les Dessous de Melrose Place : ? (?)
- 2016 : Je te surveille : Jake (Arthur Napiontek)
- 2018 : Noël dans la peau d'une autre : Gabin Vaughn (Taj Speights)
- 2020 : De la passion à l'obsession : Ben (Brendan Murray)
- 2020 : L'Enfer de Madison : Obsession : Ronnie Munn (Nicolas James Wilson)
- 2022 : L'Amour selon Emilia Bloom : Zach Bloom (Max Lloyd-Jones)

#### Séries télévisées
- Omid Abtahi dans :
  - Homeland (2011) : Raqim Faisel (3 épisodes)
  - NCIS : Los Angeles (2013) : Ari Sayed (saison 4, épisodes 18 et 19)
  - Revolution (2013) : le capitaine Riley (saison 1, épisodes 19 et 20)
  - Castle (2013) : Rasheed Waqas (saison 6, épisode 2)
- Eric Tiede dans :
  - Hollywood Heights (2012) : Ian (8 épisodes)
  - Grimm (2013) : Vincent (saison 2, épisode 19)
  - Famous in Love (2017-2018) : Toby Drake (saison 2, épisodes 3 et 6)
  - Tales of the Walking Dead (2022) : Nolan (épisode 3)
- Darren Criss dans :
  - Glee (2010-2015) : Blaine Anderson (90 épisodes)
  - The Glee Project (2011-2012) : lui-même (6 épisodes)
  - American Horror Story (2015-2018) : Justin / Andrew Cunanan (9 épisodes)
- Jakob Oftebro dans :
  - Lilyhammer (2013-2014) : Chris (6 épisodes)
  - Monster (2017) : Joel Dreyer (7 épisodes)
  - L'Ancien Combat (2018) : Peter (mini-série)
- Michael Izquierdo dans : 
  - Blue Bloods (2011) : Ian Seroy (saison 1, épisode 17)
  - Succession (2018) : Jonas (saison 1)
- Tyler Blackburn dans :
  - Pretty Little Liars (2011-2017) : Caleb Rivers (124 épisodes)
  - Roswell, New Mexico (2019-2022) : Alex Manes (52 épisodes)
- Rossif Sutherland dans :
  - Jessica King (2012) : l'inspecteur Pen Martin (13 épisodes)
  - Les Mystères de Haven (2015) : Sandman (saison 5, épisodes 15 à 17)
- Tyler Elliot Burke dans :
  - Hostages (2013) : Boyd Norton (5 épisodes)
  - Blacklist (2014) : Preston (saison 1, épisode 19)
- Ryan Kennedy dans :
  - Major Crimes (2014-2017) : Ricky Raydor (5 épisodes)
  - Tin Star (en) (2017-2019) : Nick McGillen (13 épisodes)
- Ben Hollingsworth dans :
  - Code Black (2015-2018) : Dr Mario Savetti (47 épisodes)
  - Virgin River (depuis 2019) : Dan Brady (31 épisodes - en cours)
- Joshua Mikel dans :
  - The Walking Dead (2016-2018) : Jared (11 épisodes)
  - Black Lightning (2018) : Steven Conners (3 épisodes)
- Ryan Belleville dans :
  - Workin' Moms (2017-2023) : Lionel Carlson (66 épisodes)
  - Phantom Pups : En chair et en os ? (2022) : Hank Hazel
- Adam Demos dans : 
  - UnREAL (2018) : August Walker (18 épisodes)
  - Sex/Life (2021-2023) : Brad Simon (14 épisodes)
- 2007 : Hidden Palms : Enfer au paradis : Eddie Nolan (J. D. Pardo)
- 2008-2010 : Friday Night Lights : J.D. McCoy (Jeremy Sumpter)
- 2009 : 90210 Beverly Hills : Nouvelle Génération : Jamie (Travis Van Winkle) et Oscar (Blair Redford)
- 2009 : Jessica King : Paul Ash (Michael Stahl-David)
- 2009 : Harper's Island : Jimmy Mance (C. J. Thomason)
- 2009-2011 : La Vie secrète d'une ado ordinaire : Jesse (Austin Stowell)
- 2010 : L'Heure de la peur : Greg (Matthew Knight)
- 2010 : Vampire Diaries : Harper (Sterling Sulieman)
- 2010 : 24 Heures chrono : Nick Coughlin (Michael Filipowich)
- 2011 : United States of Tara : Noah Kane (Aaron Christian Howles)
- 2011-2013 : Hot in Cleveland : Owen Burr (Michael McMillian)
- 2012 : Weeds : Crick Montgomery (Patch Darragh)
- 2012 : Alcatraz : Tommy Madsen (David Hoflin)
- 2012-2013 : Ben and Kate : Tommy (Echo Kellum)
- 2013 : Borgia : Alfonso di Calabria (Alejandro Albarracin)
- 2013 : The Killing : Alton (Little JJ)
- 2013 : The Borgias : Rafael (Jamie Blackley)
- 2013-2016 : Motive : Manny Flynn (Cameron Bright)
- 2014 : Love/Hate (en) : Paulie Lawless (Johnny Ward)
- 2014-2015 : Dominion : Furiad (Anton David Jeftha)
- 2014-2017 : Black Sails : Jack Rackham (Toby Schmitz)
- 2014-2019 : Arrow : Chase (Austin Butler) (3 épisodes) et Joseph Wilson / Kane Wolfman (Liam Hall) (5 épisodes)
- 2015 : Scream : Kieran Wilcox (Amadeus Serafini)
- 2015 : Red Oaks : Steve LeFevre (Nick Bailey)
- 2015 : Murder : Levi Sutter (Matt Cohen)
- 2015 : Atlantis : Icare (Joseph Timms)
- 2015 : True Detective : l'officier Paul Woodrugh (Taylor Kitsch)
- 2015-2016 : The Originals : Lucien Castle (Andrew Lees) (14 épisodes)
- 2015-2017 : The Walking Dead : Eric Raleigh (Jordan Woods-Robinson) (16 épisodes)
- 2015-2018 : Le Maître du Haut Château : Erich Raeder (Aaron Blakely) (13 épisodes)
- 2015-2021 : Unforgotten : Le passé déterré : l'inspecteur Jake Collier (Lewis Reeves) (24 épisodes)
- 2016 : Shoot the Messenger (en) : Khaalid Suleman (Michael Ayres)
- 2016 : Vinyl : Alex (Val Emmich)
- 2016 : Fear the Walking Dead : Oscar Diaz (Andres Londono)
- 2016-2018 : Les Voyageurs du temps : Philip Pearson (Reilly Dolman) (34 épisodes)
- 2017-2020 : C.B. Strike : l'inspecteur Eric Wardle (Killian Scott)
- 2018 : You : Benji (Lou Taylor Pucci)
- 2018-2019 : Better than Us : Bars (Aleksandr Kuznetsov) (15 épisodes)
- 2019 / 2021 : The Witcher : Yarpen Zigrin (Jeremy Crawford) (saison 1, épisode 6 et saison 2, épisode 7)
- 2019-2022 : Euphoria : Fezco (Angus Cloud) (16 épisodes)
- 2021 : The Crew (en) : Jake Martin (Freddie Stroma) (10 épisodes)
- 2021 : FBI: International : Leland Schmid (Thue Ersted Rasmussen) (saison 1, épisode 3)
- 2021 : Tell Me Your Secrets : Kit Parker (Xavier Samuel)
- depuis 2021 : Acapulco : Chad (Chord Overstreet)
- 2022 : The Boys : Alex « Supersonic » (Miles Gaston Villanueva) (saison 3)
- 2022 : The Wilds : Seth Novak (Alex Fitzalan)
- 2022 : Tokyo Vice : « Trendy » (Takaki Uda)
- 2022 : The Recruit : Dustin Hatch (Michael Lazarovitch)
- 2022 : The Cleaning Lady (en) : Brandon (Daniel Lissing)
- 2022 : Forecasting Love and Weather : Han Ki-joon (Yoon Park)
- 2022-2023 : How I Met Your Father : Charlie (Tom Ainsley)
- 2023 : Unstable : TJ (Tom Allen)
- 2023 : Hijack : ? (?)
- 2023 : Top Boy : Jonny McGee (Barry Keoghan) (saison 5)
- 2023 : La Roue du temps : Dain Bornhald (Jay Duffy) (saison 2)
- 2023 : Pacto de silencio : Manuel Torres (Jorge Luis Moreno (es))
- 2023 : Les Rois de Bombay (en) : Chota Babban (Aditya Rawal)
- 2023 : Yu Yu Hakusho : Kazuma Kuwabara (Shuhei Uesugi (en))
- 2024 : A Killer Paradox (en) : Chang-taek [Qui ?]
- 2024 : Shōgun : Salamon (Dakota Daulby (en)) (mini-série)
- 2024 : Masters of the Air : ? (?) (mini-série)
- 2024 : In Her Car (de) : Mykyta (Mykhailo Dziuba)
- 2024 : Fallout : ? (?)
- 2024 : Le Décaméron : Andreoli le messager (Giampiero de Concilio)
- 2025 : Meurtres à Åre (sv) : ? (?)
- 2025 : Prime Target (en) : Adam Mellor (Fra Fee (en))

#### Séries d'animation
- 1995[n 1] : Neon Genesis Evangelion : voix additionnelles
- 2004 : Gantz : Kei Kurono
- 2004-2005 : Desert Punk : Kanta Mizuno / Desert Punk
- 2008 : Star Wars: The Clone Wars : Jink
- 2010-2015 : Umizoomi : Oscar
- 2013 : Saint Seiya Omega : Amor
- 2016 : Voltron, le défenseur légendaire : Rolo
- 2017 : Ariol : Tonton Pétro (2e voix, saison 2)
- 2018 : Captain Tsubasa : voix additionnelles
- 2019 : Boy Girl etc. : voix additionnelles
- 2019-2023 : Kengan Ashura : Raian Kure et Setsuna Kiryū
- 2020 : Noblesse : Tao
- 2020-2023 : Scissor Seven : Xiao Fei et Ichiro vent printanier
- 2021 : Super Crooks (en) : M. Météo
- 2022 : Bastard!! : L'Ancien
- 2023 : Vinland Saga : Ormar (doublage Netflix)
- 2023 : Pluto : Henry
- 2023 : Mashle : Innocent Zero
- 2023-2024 : Four Knights of the Apocalypse : Donny
- 2024 : The Grimm Variations : S et Masataka
- 2024 : Garōden : La Voie du loup solitaire : Himekawa

### Jeux vidéo
- 2016 : Final Fantasy XV : voix additionnelles
- 2017 : Star Wars Battlefront II : voix additionnelles
- 2020 : The Last of Us Part II : Owen Moore
- 2020 : Assassin's Creed Valhalla : ?
- 2022 : Dying Light 2 Stay Human : ?
- 2023 : Marvel's Spider-Man 2 : Quentin Beck / Mystério
- 2025 : Mafia: The Old Country : Gennaro Fontanella

### Direction artistique

#### Films
- 2008 : Wargames: The Dead Code
- 2010 : La 14e lame
- 2011 : Le Dernier Royaume
- 2011 : The Flowers of War
- 2011 : Dragon Gate, la légende des Sabres volants
- 2012 : American Sexy Phone
- 2013 : New World
- 2013 : The Agent
- 2014 : The Raid 2
- 2014 : United Passions : La Légende du Football
- 2015 : Il est de retour
- 2017 : Death Note
- 2017 : Bright
- 2017 : Overdrive
- 2017 : Win It All
- 2019 : Extremely Wicked, Shockingly Evil and Vile
- 2019 : The Trap
- 2020 : The Mentor
- 2020 : À quel prix ?
- 2022 : Father Stu
- 2023 : Happy Ending (it)
- 2023 : Back on the Strip (en)
- 2023 : Godzilla Minus One
- 2025 : The Electric State (avec Benoît Du Pac)

#### Films d'animation
- 2019 : Zim l'envahisseur et le Florpus
- 2020 : Altered Carbon: Resleeved (en)
- 2020 : Superman : L'Homme de demain
- 2021 : Justice Society: World War II
- 2022 : Constantine : The House of Mystery (court métrage)
- 2023 : L'Étrange Noël du Petit Batman
- 2024 : Justice League: Crisis on Infinite Earths, partie 1 (en)
- 2024 : Justice League: Crisis on Infinite Earths, partie 2 (en)
- 2024 : Justice League: Crisis on Infinite Earths, partie 3 (en)

#### Séries télévisées[2]
- 2010-2014 : Love/Hate (en)
- 2010-2015 : Les Mystères de Haven
- 2012 : Wes et Travis
- 2012-2020 : High Maintenance
- 2013 : Monday Mornings
- 2013-2014 : Almost Human
- 2014-2015 : Dominion
- 2014-2019 : Gotham
- 2015-2018 : UnREAL
- 2016-2017 : Outcast
- 2016-2018 : Les Voyageurs du temps
- 2017-2019 : Les Désastreuses Aventures des orphelins Baudelaire
- 2017-2022 : Ozark
- 2018 : L'Ancien Combat (mini-série)
- 2018 : Beat (de)
- 2018-2019 : Lodge 49 (en)
- 2018-2020 : Altered Carbon
- 2019-2022 : Pennyworth
- 2019-2022 : Batwoman
- 2020 : Allô la Terre, ici Ned
- 2021-2022 : Station Eleven (mini-série)
- depuis 2021 : The Equalizer
- 2022 : Money Heist : Korea – Joint Economic Area
- 2022 : The Baby (en) (mini-série)
- 2023 : Hijack
- 2023 : Gotham Knights
- 2023 : Los Farad (es)
- 2023 : Champion (en) (avec Adeline Germaneau)
- depuis 2023 : One Piece
- depuis 2023 : Gen V (avec Benoît Du Pac, assistés d'Adeline Germaneau)

#### Téléfilms
- 2013 : Trafic de bébés
- 2013 : Condamnés au silence
- 2013 : La Vérité sur mon mari
- 2014 : Le Choix de ma vie
- 2015 : Le voleur au grand cœur

#### Séries d'animation
- 2018-2023 : Scissor Seven
- 2018-2024 : Captain Tsubasa[3]
- depuis 2020 : Solar Opposites
- depuis 2021 : Invincible (avec Benoît Du Pac)
- 2022 : Notre jeunesse en orbite (en)
- 2023 : Digman! (en)
- 2024 : Batman, le justicier masqué
- 2024 : Suicide Squad Isekai